# Las Colinas (Isla Cristina)
Las Colinas es un grupo de urbanizaciones colindantes entre sí, pertenecientes al municipio de Isla Cristina, en la provincia de Huelva, Andalucía, en el suroeste de España. Está constituido por las urbanizaciones de Las Palmeritas, Valle Giraldo,
Pinar de la Bota y Las Colinas. El INE lo define dentro de dos entidades de población, Las Colinas y Las Palmeritas. A 1 de enero de 2021 contaba con 128 habitantes, repartidos entre Las Colinas, con 49 habitantes, y Las Palmeritas, con 79 (INE).

## Geografía
Las Colinas se localiza a cinco kilómetros de la costa, en el este del municipio de Isla Cristina, lindando con el límite municipal de Lepe. Sus coordenadas son 37°14′ N, 7°5′ O. Está unida por la carretera local  HU-3400  que la comunican con la N-431 (Lepe y Huelva al este y Ayamonte y Portugal al oeste), hacia el nordeste y La Redondela hacia el suroeste, desde donde se continúa hacia Pozo del Camino (y de allí al norte hacia N-431 y Ayamonte-Portugal) o Isla Cristina e Islantilla (tomando desde La Redondela la carretera de la costa).
Geológicamente, los terrenos de la zona están formados por materiales terciarios; formación permeable del plioceno continental, compuesta de limos arenosos, arenas grises, gravas y conglomerados, aptos para cimentar, no presentando problemas de expansividad. La permeabilidad del suelo y la pendiente del área hacia el exterior de ésta, favorecen las condiciones de drenaje superficial.

## Historia
La urbanización se desarrolló en los años 1970 en un intento de acercar la población isleña al campo, puesto que en aquellos momentos la playa no era tan demandada como para crear núcleos anejos a los que ya existían y la demanda de casas de campo en un municipio eminentemente costero hizo crear esta urbanización.

## Urbanismo y población
Se trata de una urbanización de casas unifamiliares aisladas en parcelas privadas, su altura no excede de dos plantas o tres incluyendo buhardilla, normalmente con pinos silvestres en el interior de las fincas y los alrededores.
El crecimiento de las urbanizaciones que componen Las Colinas se ha detenido debido a los escasos servicios prestados y a la mayor atracción de núcleos de más importancia y mejor dotados como la cercana Islantilla. Al ser una urbanización sin servicios esenciales como escuelas, sanidad, instalaciones deportivas o comercio, su uso es casi exclusivamente como urbanización dormitorio y parte de su población no está censada in situ. Aunque el suelo urbano se considera consolidado aún existe un 50% de parcelas sin edificar.
En sus inicios, pudo competir con Villa Antonia, en Ayamonte, para evitar en cierta medida la salida del municipio de población isleña. A continuación se muestra un gráfico con la población de los últimos diez años:
| Población de Las Colinas según INE desde 2000 |
| --------------------------------------------- |
|                                               |
|                                               |
| Fuente:INE                                    |
| Gráfica elaborada por: Wikipedia              |